# Cirbolya és Borbolya
A Cirbolya és Borbolya (eredeti cím: Pásli ovce Valaši) a Csehszlovák Televízió pozsonyi stúdiójában az 1970-es évek közepén készült, Magyarországon is népszerű csehszlovák televíziós rajzfilmsorozat. Hazánkban a Magyar Televízió mutatta be a sorozatot esti meseként 1978-ban.
A két címszereplő pásztor neve a szlovák eredetiben Maťko és Kubko.
A magyar szinkron rendezője Fritz László.

## Epizódlista
1. „Ako Kubko s Maťkom vlkovi kožuch vyprášili“
2. „Ako Kubko s Maťkom učili kukučku kukať“
3. „Ako Kubkovi a Maťkovi do koliby udrel hrom“
4. „Ako Kubka s Maťkom clivota prepadla“
5. „Ako Kubko a Maťko vatru preskakovali“ (Cirbolya és Borbolya tüzet ugrik)
6. „Ako Kubko s Maťkom búrku napásli“ (Cirbolya és Borbolya meg a zivatar)
7. „Ako sa Kubko a Maťko s medveďom skamarátili“ (Cirbolya és Borbolya meg a medve)
8. „Ako sa Kubko s Maťkom pochytili za pasy“
9. „Ako sa Kubko s Maťkom do popuku slaniny najedli“ (Hogyan szalonnázott be Cirbolya és Borbolya?)
10. „Ako Kubko a Maťko hrali na fujare“
11. „Ako sa Kubko a Maťko dali na zboj“
12. „Ako Kubko a Maťko naučili vílu ovečky dojiť“ (Cirbolya és Borbolya meg a kétballábas tündér)
13. „Ako Kubko s Maťkom našli poklad na Jána“

- (Cirbolya és Borbolya meg a csodafurulya)
- (Hogyan lett betyár Cirbolya és Borbolya)